# Siechenhospital (Neuruppin)

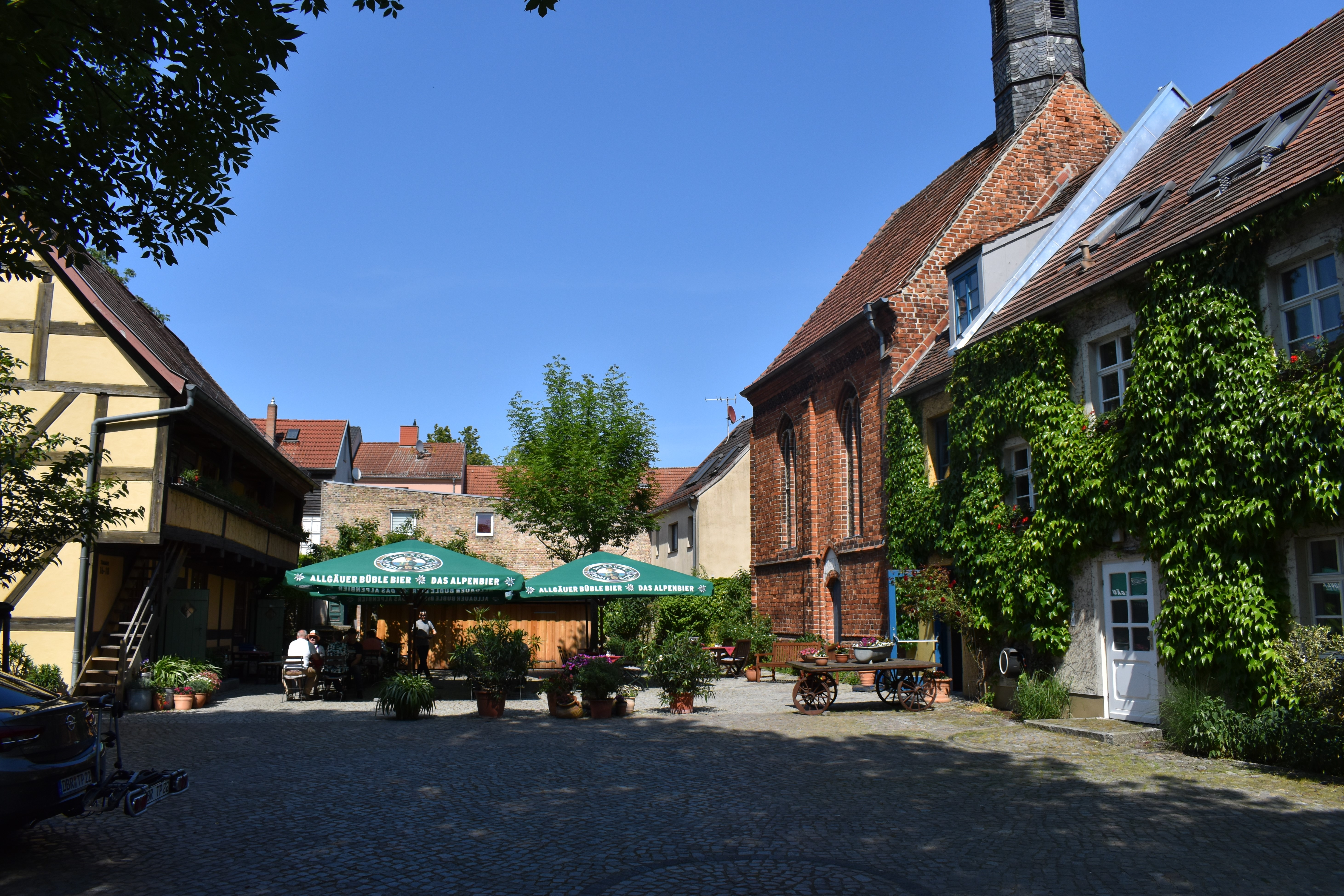
Siechenhospital Hofblick; links UpHus, rechts vorn Hospitalgebäude, dahinter Kapelle (2023)

Das Hospital und die Kapelle wurde 1490 vom Schwertfeger Claus Schmidt gestiftet und beide  – wahrscheinlich gleichzeitig – 1491 erbaut. Das heute Siechenhospital oder Siechenhaus genannte Hospital bestand ursprünglich nur aus dem Hospitalgebäude, dem Hospitalhof und der Hospitalkapelle.
Ende des 17. Jahrhunderts wurde das dahinter liegende Grundstück von der Stiftung erworben und das UpHus – und wahrscheinlich auch das Hospitalgebäude links daneben – erbaut. Von den in der ersten Hälfte des 20. Jh. noch vorhandenen zwei Hospitalgebäuden auf dem Spitalhof ist nur das UpHus erhalten geblieben.
„Das Hospital pflegte kranke Stadtbewohner und Reisende. Nach dem Reglement von 1824 Aufnahme armer und kranker Frauen und Familien.“ Die städtische Stiftung Siechenhaus ging 1940 in der Hospital-Stiftung St. Georg auf und war bis nach 1945 ein Altersheim. „Das Siechenhospital ist ein einzigartiges Zeugnis des religiösen Lebens und der Krankenfürsorge im mittelalterlichen Neuruppin.“

## Lage

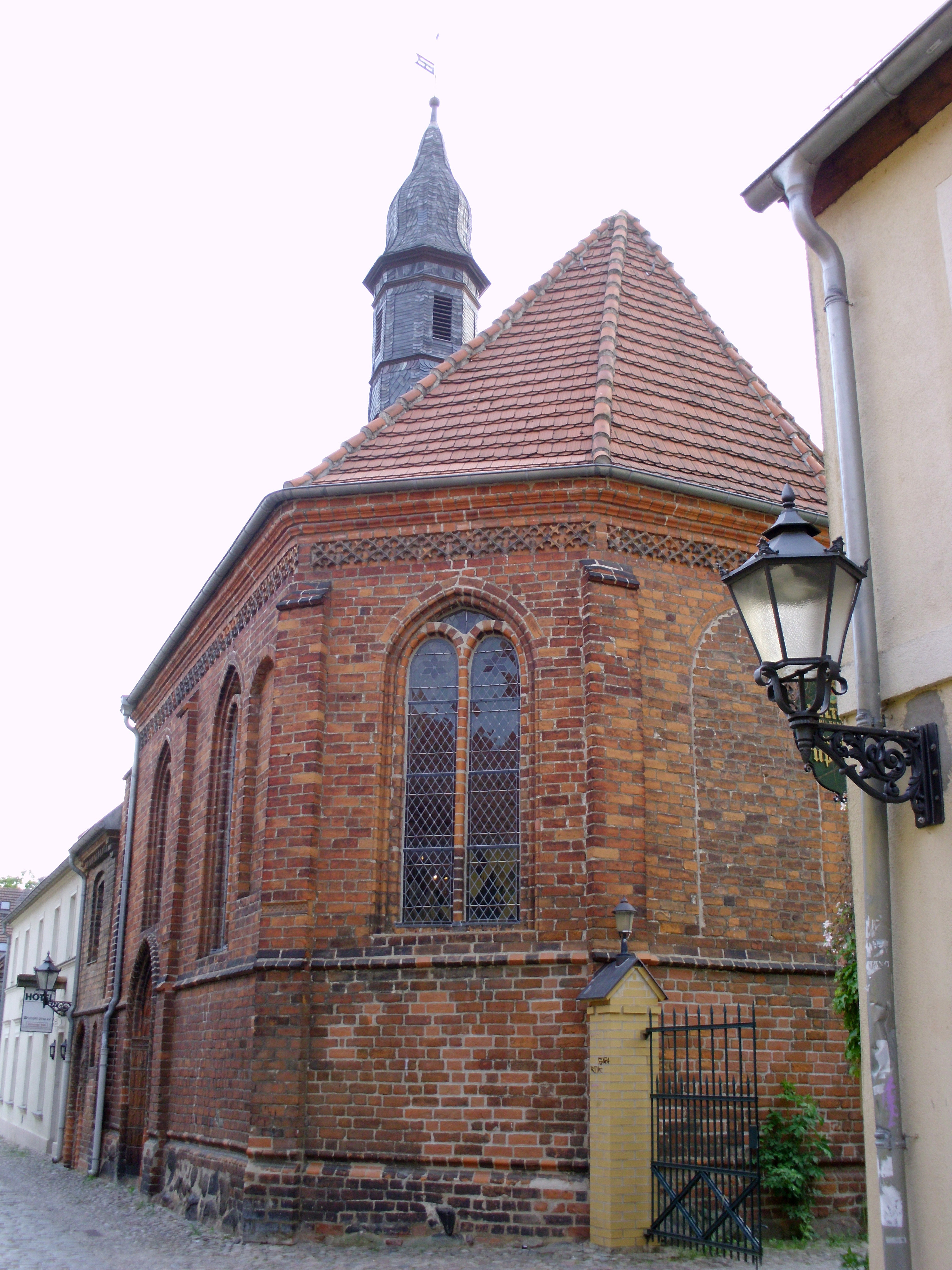
Siechenhauskapelle (Ansicht Straßenseite 2011)

Die Hospitalkapelle und das direkt anschließende ehemalige Hospitalgebäude befindet sich in der Siechenstraße in Neuruppin, nahe der Klosterkirche und des Ruppiner Sees.
Gegenüber der Kapelle befindet sich über einen Hof hinüber das Uphus (1694), eins der ältesten Fachwerkhäuser Neuruppins.
Die Gasse und das Umfeld der Hafenpromenade überlebten den Stadtbrand vom 26. August 1787 unbeschadet.

## Kapelle

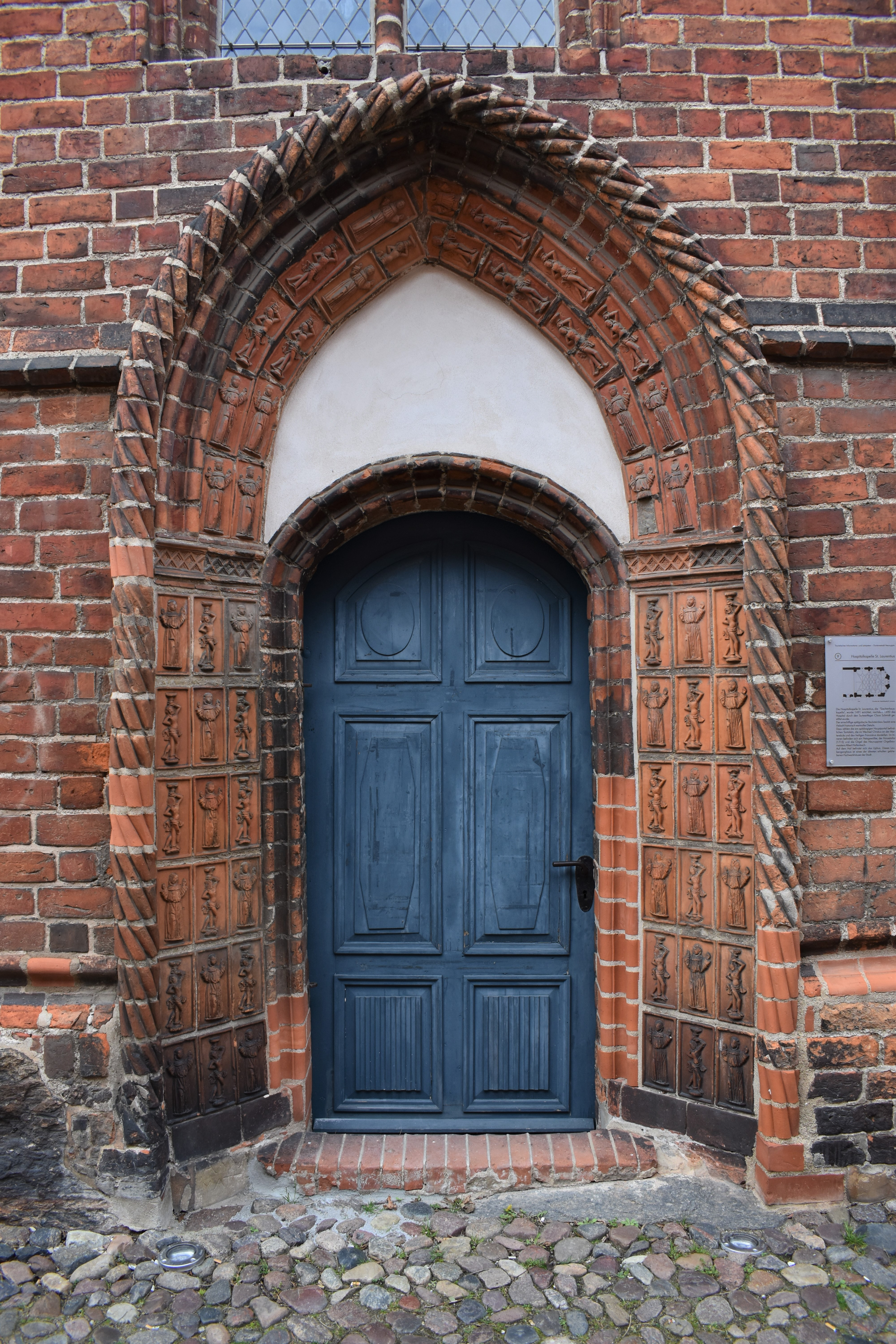
Hauptportal der Siechenhauskapelle (2023)

Die Hospitalkapelle „St. Lazarus“, auch Siechenhaus‌kapelle, Siechenkapelle oder Laurentius‌kapelle genannt, ist ein spätgotischer norddeutscher Backsteinbau. Sie zählt mit „ihrem reichen Bauschmuck zu den wertvollsten Beispielen spätgotischer Baukunst im Ruppiner Land“. Der Kirchenbau ist die jüngste der städtischen Hospitalkapellen, neben „St. Spiritus“ (1321 ersterwähnt), „St. Georg“ (1362 ersterwähnt) und „St. Gertraud“ (1433), von denen lediglich „St. Georg“ ebenfalls noch bis heute überdauert hat.

### Geschichte
Sie wurde zusammen mit dem Hospital 1490 vom Schwertfeger Claus Schmidt gestiftet. Die Kapelle wurde daraufhin wahrscheinlich gleichzeitig mit dem Hospital – direkt an jenes angrenzend – in der damaligen Lapstraße (später u. a. Siechenstraße genannt) erbaut. Die Hospitalbewohner konnten somit auf einem kurzen Weg den Gottesdienst besuchen und auch für den Stifter beten. 1493 folgte die Bestätigung der Stiftung durch den Havelberger Bischof Busso von Alvensleben. In diesem Zusammenhang wird erwähnt, dass sie „zur Ehre Gottes, der Mutter Maria, der Apostel, der »Witwe Elisabeth und der treuen Nothelfer«“ errichtet worden sei. Daneben werden auch Cosmas und Damian genannt. Für die Kapelle wurde die Zahl von drei Altären überliefert (eine Literaturquelle spricht von Laurentius, Nikolaus und Martin, eine andere von der Hl. Jungfrau, Nikolaus und Martin), sodass davon auszugehen ist, dass auch drei Geistliche für die Betreuung der Kapelle zuständig waren, einer pro Altar.
Von 1541, dem Jahr einer Kirchenvisitation zur Zeit des Kurfürsten Joachim II., stammt die urkundliche Ersterwähnung unter dem Namen „Laurentiuskapelle“. Mitte des 16. Jahrhunderts ging der Besitz der Kapelle und des Hospitals an die Stadt über. Ein Archidiakon verwaltete beides und leitete die Gottesdienste der Kapelle.
Auf der Kanzeltür sind seit 1600 mehrere Restaurierungen dokumentiert worden. 1699 bis 1702 wurde sie durch die reformierte Gemeinde Neuruppins genutzt. Im Jahr 1715 erfolgte eine Erneuerung der Kapelle im barocken Stil, wobei auch der Kanzelaltar eingebaut wurde. 1750 wurde der barocke Dachreiter erneuert. 1793 bis 1806 nutzte die Garnison das Gebäude. 1912 erfolgte innen eine Ausmalung durch den Berliner G. Kaufmann. Während der Zeit der DDR wurde das Ensemble im Jahr 1949 und um 1980 umfassend von der Stadt Neuruppin restauriert. Bis 1998 wurde das Gotteshaus von der Neuapostolischen Gemeinde genutzt.
Seit 1998 befindet sich die Kapelle und damit das gesamte denkmalgeschützte Gebäudeensemble (Kapelle, Hospital und Uphus) im Privatbesitz. Der Umbau und Restaurierung der Kapelle wurde 2004 abgeschlossen, denen die Kapelle ihr heutiges Aussehen verdankt.  Seit August 1999 existiert ein eingetragener Förderverein, der sich um die Instandhaltung der Kapelle und die Konzertreihe sowie die Organisation von Ausstellungen kümmert.
Zum April 2022 wechselte der Besitzende des gesamten Areals, welcher in allen drei Gebäuden Umbauarbeiten ausführte.

### Beschreibung

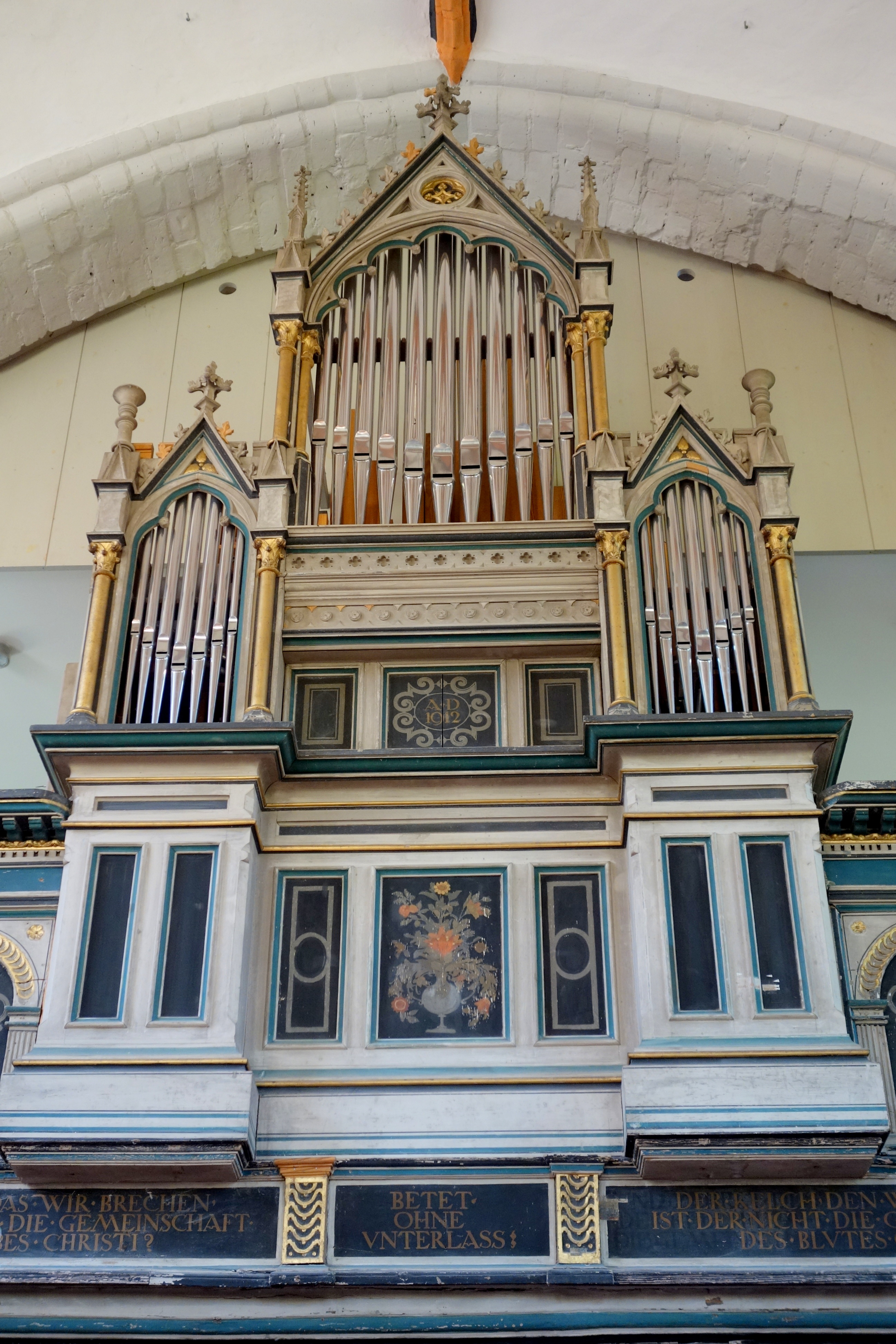
Orgel der Hospitalkapelle (2017)

Es handelt sich um einen einschiffigen, zweijochigen Backsteinbau auf einem Feldsteinsockel mit dreiseitigem Chorschluss. Der barocke Dachreiter ist verschiefert. Am Traufgesims ist ein Fries aus glasierten Formsteinen eingearbeitet.
Es besitzt Zweiteilige Spitzbogenfenster mit Formsteingewänden. Gewölbeschlusssteine aus Rosetten und Fischblasenmaßwerk im Innern des Kirchenschiffes befinden sich an den Enden des Netzgewölbes. Die hohen Wandnischen und das reiche Netzgewölbe auf Taustabdiensten mit Konsolen in der Kapelle zeigen ebenfalls figürliche Darstellungen, darunter Masken und Halbfiguren wie z. B. Maria im Strahlenkranz sowie andere weibliche Heilige. Der ungewölbte Anraum mit Empore wurde nachträglich in die Kapelle einbezogen.
Die Kapelle besitzt drei Zugänge, das Hauptportal auf der Siechenstraße, ein spitzbogiges Nebenportal mit Tympanon auf der Hofseite sowie an der Stirnseite gegenüber des Altars auf der Empore den bereits genannten Durchgang zum ehemaligen Hospital, welcher ebenfalls mit einer hölzernen Tür verschlossen ist. Um das spitzbogige Hauptportal zur Siechenstraße hin, befinden sich außen, eingefasst von Taustab figürliche Darstellungen auf Tonplatten mit Christus an der Martersäule, wechselnd mit dem hl. Franziskus. Über der hölzernen Tür im Tympanon befand sich der Bibeltext „Hier ist nichts anderes denn Gottes Haus, und hier ist die Pforte des Himmels. 1.Mose 28 S 17“ aus dem 19. Jahrhundert.
Die Glocke im Dachreiter wird historisch ungewöhnlich über spezielle Führungen des Glockenseils außen über das Dach, die Dachtraufe bis neben das Portal geführte Seil per Hand betätigt. Das Seil reichte bereits zu DDR-Zeiten nur bis oberhalb der Dachtraufe, damit diese nicht unbefugt betätigt würde.

### Ausstattung
Der Kanzelaltar (1715) hat einen dreigeschossigen Aufbau mit vergoldeten Säulen und einem Abendmahls-Altarbild auf der Predella. Die Kanzel ist mit Ornamendfeldern in Kreuzform bestückt. Der säulengerahmte Kanzelkorb mit Baldachin wurde 1912 neu bemalt. Das monumentale Kruzifix aus Holz (um 1500), das ehemals in der Kapelle war, befindet sich heute in der Klosterkirche. Ein aus Messing bestehender Kronleuchter aus dem 17. Jahrhundert befindet sich in der Kapelle. Aus dem letzten Lebensjahr des Neuruppiner Orgelbauers Albert Hollenbach (1850–1904) stammt die neugotische Orgel. Diese verlor ihre Pfeifen im Ersten Weltkrieg infolge einer Demontage. Sie wurden 1930/31 wiederhergestellt.
An der Nordwand befanden sich über der modernen Stiftungsinschrift (nicht mehr vorhanden) drei große eiserne Schwerter (frühes 18. Jahrhundert, 1999 auf westlicher Empore wiederentdeckt, heute restauriert) welche die Besucher der Kapelle an den Stifter und die Stiftungsauflage – ihn in die Gebete einzuschließen – erinnerten.

## Hospital

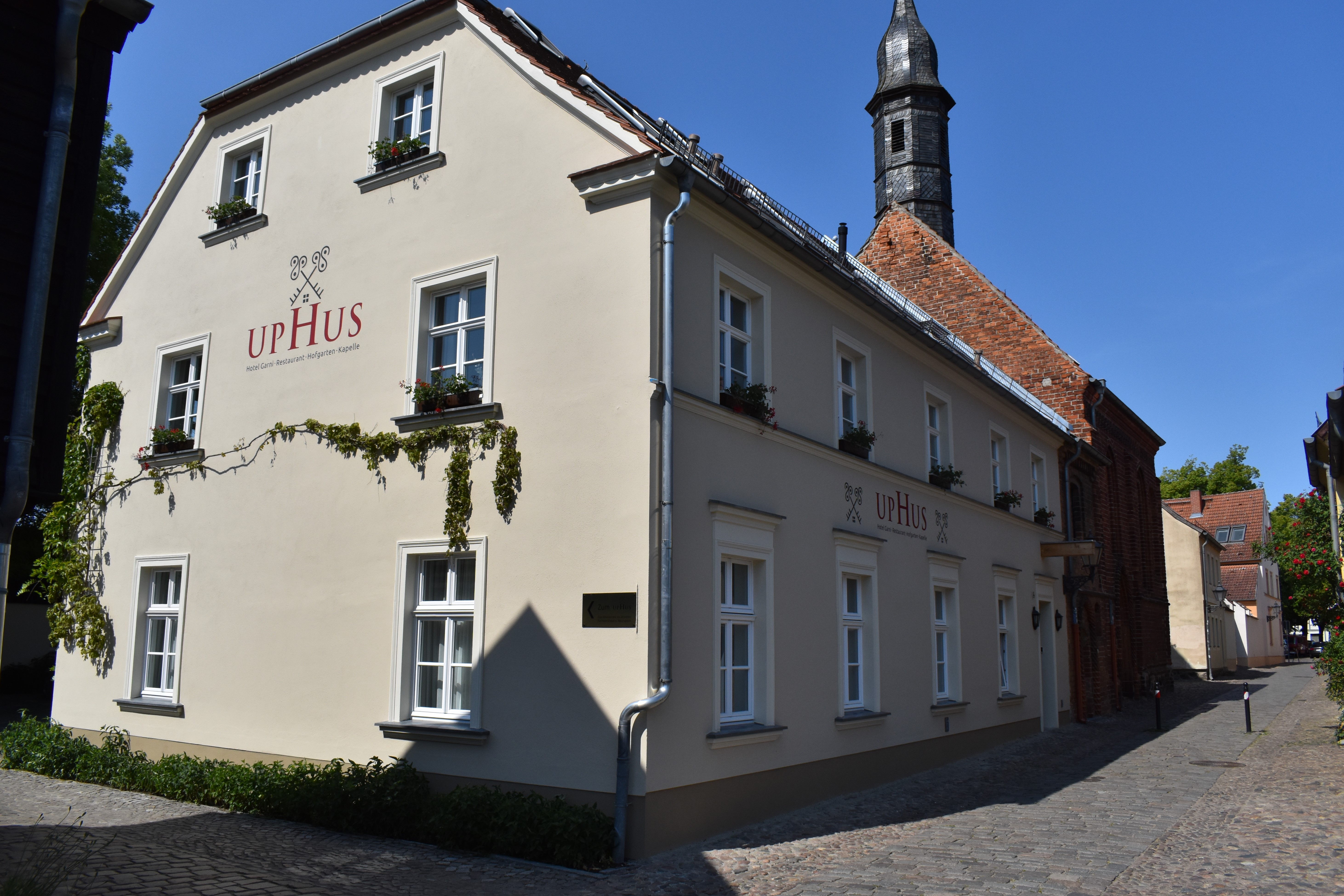
Hospitalgebäude (2023)

Das Hauptgebäude wurde wahrscheinlich gleichzeitig mit der Kapelle 1491 direkt an diese er- und angebaut. Da es stark verfallen war, wurde es 1730 teilweise erneuert. Die Achse des spätgotischen Backsteinbaus mit vermauertem Taustabportal zur Siechenstraße ist erhalten geblieben. Dieser Gebäudeteil wurde nachträglich als ungewölbter Anraum in die Kapelle einbezogen.
1991 wurde das Siechenhospital und das dahinter liegende Grundstück mit dem UpHus von der Stadt Neuruppin an eine Privatperson verkauft.
Von 1991 bis 2004 bzw. 2006 fanden weitere umfangreiche Umbauten und Restaurierungen des gesamten Ensembles statt. Das Hospital ist heute ein Hotel.

## UpHus

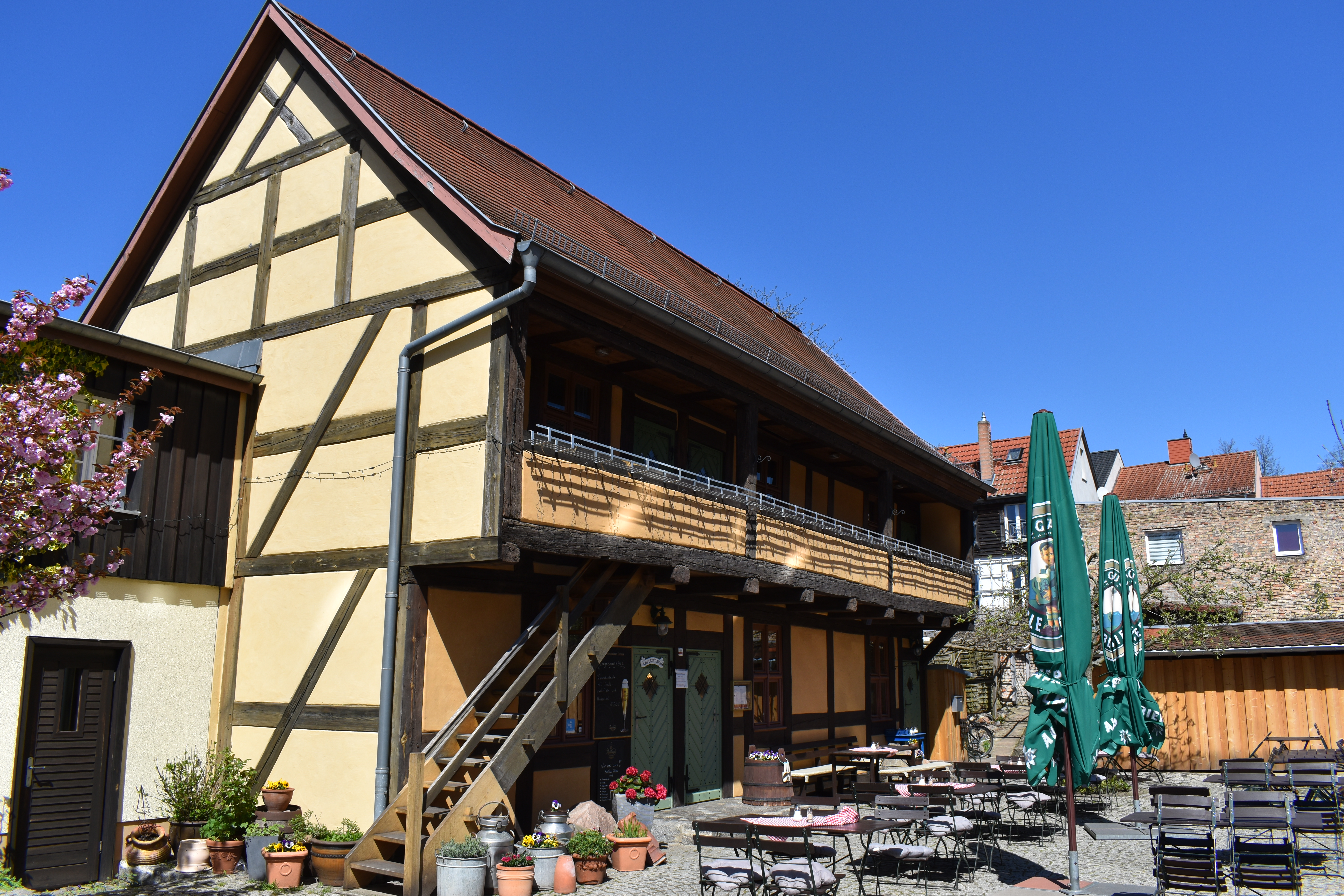
UpHus (2023)

Auf dem Grundstück befindet sich das ehemals zum Hospital gehörende sogenannte UpHus (plattdeutsch: Auf-, Oberhaus – der Name stammt vom Obergeschoss, das nachträglich auf das eingeschossige Haus gesetzt wurde) von 1692/94. Es bezeichnet damit eigentlich nur das Obergeschoss (Oberlaube), welches baulich nicht mit dem darunter befindlichen verbunden ist. Der Zugang zu den damaligen Wohnungen/Zimmern erfolgt von der Front des Hauses über eine Außentreppe. 
Ursprünglich als Armenhaus erbaut, befanden sich im Erdgeschoss bis Ende der DDR-Zeit Mietwohnungen für alleinstehende Personen, zu denen die Räume im Obergeschoss und die Hausgärten gehörten. Die auf dem Hof vorhandenen Nutz-
und Ziergarten waren im Jahr 2000 noch vorhanden. Es besitzt den letzten der für Hofgebäude einst charakteristischen Laubengänge, der in Neuruppin erhalten blieb. Der zunehmende Verfall führte dazu, dass es ab 1982 nicht mehr genutzt wurde.
1991 wurde das Gebäude zusammen mit dem Grundstück, den davor liegenden Hausgärten und die Zuwege von der Siechenstraße rechts neben der Siechenkapelle, von der Stadt an den Käufer des Siechenhospitals veräußert und wieder mit diesem zu einem Grundstück vereinigt. Es wurde 1994/95 restauriert. Dieser baute das Erdgeschoss in ein Hotelrestaurant unter Erhalt des Fachwerkes bis 1996 um, so dass heute die Raumaufteilung der Wohnungen aus dem 17. Jahrhundert weiterhin sichtbar ist. Die Räume im Obergeschoss wurden zu Hotelzimmern umgebaut. Die vor dem Haus befindlichen Hausgärten wurden gepflastert und bilden somit jetzt ein Teil des Hotelhofes.
Das Gebäude wird von den Eigentümern als ältestes Fachwerkhaus der Stadt beworben. Zwar gehört es zu den ältesten Fachwerkwohnhäusern, das älteste noch bestehende Fachwerkgebäude ist dagegen mit Abstand die Kapelle „St. Georg“ des gleichnamigen ehemaligen Hospitals außerhalb der Stadtmauer, welches in der zweiten Hälfte des 15. Jahrhunderts zur Fachwerkkonstruktion umgebaut wurde.